# Decius (Exarch)
Decius war ein spätantiker oströmischer Patricius und vielleicht der erste Exarch von Ravenna 584.
Decius, „der angesehene Herr“ und Patricius (vir gloriosus dominus Decius patricius), war im Oktober 584 in Ravenna anwesend. In einem Brief vom 4. Oktober 584 bat Papst Pelagius II. Gregor (den späteren Papst), beim Kaiser Maurikios um Unterstützung für Italien zu ersuchen. Dieser Brief wurde vom Notar Honoratus überbracht, der sich zusammen mit Decius in Ravenna befand und die schwierige Lage in Italien schildern konnte.
Pelagius erwähnt einen Brief des Exarchen, in dem dieser klagte, dass er nicht in der Lage sei, Hilfe gegen die Langobarden nach Rom zu senden, da er kaum das Gebiet um Ravenna verteidigen könne. Es ist wahrscheinlich, dass Decius selbst der Exarch war. Falls dies zutrifft, wovon die neuere Forschung weiterhin ausgeht, wenngleich die erste inschriftliche Erwähnung des Titels exarchus Italiae aus dem Jahr 608 stammt, wäre er der erste belegte Exarch von Italien. Goubert vermutet, dass Decius möglicherweise 579 mit Truppen nach Italien gekommen war. Ihm folgte 585 Smaragdus als Exarch nach.
Aufgrund seines Namens könnte Decius ein Nachkomme der senatorischen Familie der Decii sein. Es ist unwahrscheinlich, aber nicht ausgeschlossen, dass er mit dem Konsul von 529, Decius, identisch ist.